# Nunzio Di Colandrea
Nunzio Di Colandrea, född 13 mars 1999 i Pozzuoli, är en italiensk roddare.

## Karriär
Vid junior-VM 2017 i Trakai tog Di Colandrea brons i scullerfyra tillsammans med Danilo Amalfitano, Gabriele D'Alfonsi och Leonardo Radice. Vid U23-VM 2018 i Poznań tog han brons i fyra med styrman tillsammans med Gustavo Ferrio, Jacopo Frigerio, Antonio Cascone och Filippo Wisenfeld. Vid U23-VM 2019 i Sarasota tog Di Colandrea återigen brons i fyra med styrman tillsammans med Mirko Cardella, Matteo Della Valle, Matteo Sandrelli och Filippo Wisenfeld.
Vid U23-EM 2020 i Duisburg tog Di Colandrea silver i fyra utan styrman tillsammans med Volodymyr Kuflyk, Edoardo Lanzavecchia och Alessandro Bonamoneta. Vid U23-VM 2021 i Račice tog han guld i fyra med styrman tillsammans med Andrea Carando, Davide Verità, Aniello Sabbatino och Filippo Wiesenfeld. Vid U23-EM 2021 i Kruszwica tog han återigen guld i fyra med styrman tillsammans med Andrea Carando, Davide Verità, Alessandro Bonamoneta och Emanuele Capponi.
Vid EM 2025 i Plovdiv tog Di Colandrea silver i tvåa utan styrman tillsammans med Giovanni Codato samt brons med det italienska laget i åtta med styrman.